# Incoming (película)
Incoming (conocida en Brasil como Prisão estelar) es una película de acción, ciencia ficción y suspenso de 2018, dirigida por Eric Zaragoza, escrita por Rick Benattar, Jorge Saralegui y Nigel Thomas, musicalizada por Alexander Bornstein, en la fotografía estuvo Vladimir Ilic y los protagonistas son Scott Adkins, Aaron McCusker y Michelle Lehane, entre otros. El filme se estrenó el 4 de mayo de 2018.

## Sinopsis
Una estación espacial internacional es usada como una cárcel. Los prisioneros terroristas quieren tomar el control de la estación y transformarla en un proyectil dirigido a Moscú, solamente un piloto de lanzadera y un doctor principiante pueden impedirselo.